# 고릴라 (프로게이머)
고릴라(본명: 강범현, 1994년 11월 18일 ~ )는 대한민국의 전직 리그 오브 레전드 프로게이머이다. 현재는 게임 해설가로 활동하고 있다. 선수 시절 포지션은 서포터, 아이디는 GorillA를 사용했다. 현재 Dplus KIA 소속이다.

## 선수 시절
고릴라는 2013년 나진 화이트 실드에 입단하면서 프로 커리어를 시작했다.
2015 시즌을 앞두고 후야 타이거즈에 입단했다. 타이거즈 입단 이후 프레이와 바텀 듀오로 활약하면서 팀의 상승세를 견인했다. 2016 서머 시즌에는 커리어 사상 첫 우승을 경험했다.
2017 시즌을 앞둔 스토브 리그 기간 동안 킹존 드래곤 X에 입단했다. 킹존에서 주전 서포터로 활약하면서 2017 서머 시즌과 2018 스프링 시즌 팀의 우승을 이끌었다.
2019 시즌을 앞둔 스토브 리그 기간 동안 유럽 리그의 미스핏츠 게이밍에 입단했다. 미스핏츠에서 주전 서포터로 활약했지만 스프링 시즌과 서머 시즌 모두 팀은 플레이오프에서 탈락했다.
2019 시즌을 앞둔 스토브 리그 기간 동안 샌드박스 게이밍에 입단하면서 LCK로 컴백했다. 2020 스프링 시즌 동안에는 부진에 시달리며 승강전으로 떨어졌지만 잔류에 성공했다. 2020년 7월 16일에 치러진 설해원 프린스와의 경기에서 LCK 사상 처음으로 통산 4000어시스트를 기록했다.
2020 시즌이 종료된 이후 현역 은퇴를 선언했다.

## 은퇴 이후
은퇴 이후 리그 오브 레전드 올스타전 2020의 해설가로 활동했다.
2021년 1월 6일부터 LCK 분석데스크에 새롭게 합류하였다. 또한 1월 11일부터는 LCK 챌린저스 리그의 해설위원으로 발탁되었다.
2021 서머 시즌부터는 리그 오브 레전드 챔피언스 코리아의 해설위원으로 승격되었다.
2023시즌을 앞두고 DWG KIA의 코치로 부임했다.

## 플레이 스타일
고릴라는 시야 장악과 스펠 체크 등 팬들의 눈에 안 보이는 부분에서 매우 좋은 평가를 받는 서포터이며 블리츠크랭크 같은 근접 서포터류보다는 나미, 자이라, 소나 같은 원거리 견제형 서포터를 사용했다. 또한 메타에 맞게 알리스타, 트런들, 브라움, 노틸러스 등 근접 서포터도 잘 활용하며 중요한 경기 때마다 쓰레쉬를 활용하여 승리를 챙길 정도로 쓰레쉬도 굉장히 잘 다루는 선수였다.

## 소속팀

### 선수
| # | 팀명             | 소속 기간               | 소속 리그 | 비고 |
| - | ---------------- | ----------------------- | --------- | ---- |
| 1 | 나진 화이트 실드 | 2013.06.21 ~ 2014.11.01 | LCK       |      |
| 2 | 후야 타이거즈    | 2014.11.14 ~ 2016.11.25 | LCK       |      |
| 3 | 킹존 드래곤 X    | 2016.12.05 ~ 2018.11.19 | LCK       |      |
| 4 | 미스핏츠 게이밍  | 2018.11.23 ~ 2019.7.25  | LEC       |      |
| 5 | 샌드박스 게이밍  | 2019.11.21 ~ 2020.11.16 | LCK       |      |

### 지도자
| # | 팀명      | 직책 | 소속 기간    | 소속 리그 | 비고 |
| - | --------- | ---- | ------------ | --------- | ---- |
| 1 | Dplus KIA | 코치 | 2022.11.23 ~ | LCK       |      |

## 여담
고릴라의 친형인 강범석은 리그 오브 레전드 챌린저스 코리아 소속팀이었던 스피어 게이밍의 감독으로 활동하기도 했다.

## 선수 이력
주요 대회 우승 5회, 준우승 9회
- 제2회 LoL AMD 프로팀 최강전 준우승
- 핫식스 리그 오브 레전드 챔피언스 스프링 2014 준우승
- 리그 오브 레전드 월드 챔피언십 2014 8강
- IEF 2014 우승
- 스베누 리그 오브 레전드 챔피언스 코리아 스프링 2015 준우승
- 리그 오브 레전드 월드 챔피언십 2015 준우승
- 롯데 꼬깔콘 리그 오브 레전드 챔피언스 코리아 스프링 2016 준우승
- 코카콜라 제로 리그 오브 레전드 챔피언스 코리아 서머 2016 우승
- 리그 오브 레전드 월드 챔피언십 2016 4강
- 2016 LoL KeSPA컵 우승
- 리그 오브 레전드 챔피언스 코리아 서머 2017 우승
- 리그 오브 레전드 월드 챔피언십 2017 8강
- 2017 LoL KeSPA컵 준우승
- 리그 오브 레전드 챔피언스 코리아 스프링 2018 우승
- 리그 오브 레전드 미드 시즌 인비테이셔널 2018 준우승
- 리프트 라이벌즈 2018 준우승
- e스포츠 명예의 전당 히어로즈
- 2019 LoL KeSPA컵 울산 준우승